# Mitología creek
La mitología creek es la mitología propia del pueblo indígena creek que originalmente habitaba el sureste de Estados Unidos, también denominado muscogee (o muskogee), que es el nombre por el cual se identifican en la actualidad. Los muscogees modernos viven principalmente en los estados de Oklahoma, Alabama, Georgia y Florida. Su idioma denominado, maskoki, forma parte de la familia de lenguas muskogueanas. Los seminola son parientes de los muscogee y también hablan el idioma creek. Los creeks son considerados una de las Cinco Tribus Civilizadas. Luego de la guerra Creek muchos creeks escaparon a Florida para crear la tribu seminola.

## Creación

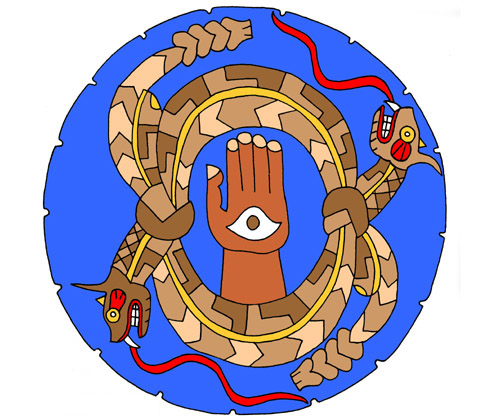
Varios motivos en el Complejo Ceremonial del Sureste en una placa ceremonial de piedra hallada en el sitio arqueológico de Moundville, en Alabama.

Los creek creen que en sus comienzos todo el mundo se encontraba cubierto de agua. La única tierra expuesta era una colina llamada Nunne Chaha, y en la colina había una casa, en la que habitaba  Esaugetuh Emissee ("maestro del aliento"). Él creó a la humanidad moldeándola con la arcilla de la colina.
Los creek también veneran a Sint Holo la Serpiente Cornuda, quien se manifiesta a hombres jóvenes sabios escogidos.
En el mundo primigenio, solo había caos y criaturas extrañas. El Maestro del aliento creó al Hermano Luna y a la Hermana Sol, y a las cuatro direcciones para sostener al mundo.
Los primeros habitantes fueron los descendientes de la Hermana Sol y de la Serpiente Cornuda. Los primeros dos creek fueron el Cazador Suertudo y la Mujer Maíz, que evidencian sus roles en la sociedad creek.
Hisagita-imisi (el que "preserva el aliento"; o también llamado Hisakitaimisi) era el Dios Supremo, una deidad solar. También se lo llama Ibofanga ("el que se encuentra sentado por encima nuestro").